# Изгнаник
„Изгнаник“ (на английски: Outcast) e американски драматичен хорър сериал, базиран на комиксите на Skybound/Image от Робърт Къркман, създател на „Живите мъртви“ и излъчван от 3 юни 2016 г. по телевизия Cinemax.
На 14 март 2016 г. преди да започне, е подновен за втори сезон.
Вторият сезон е представен по Fox във Великобритания на 3 април 2017 г. и завършва на 5 юни 2017 г. Той започва да се излъчва в САЩ на 20 юли 2018 г. и приключва на 28 септември 2018 г. На 2 октомври 2018 г. е обявено, че Cinemax официално прекратява сериала.

## Сюжет
Внимание:  Текстът по-долу разкрива сюжета на произведението (или части от него)!
Свръхестествена история, разказваща за хора с демонично обладаване. Кайл Барнс и преподобният Андерсън се опитват да ги спрат. Свещеникът обаче е заложник на собствените си демони - алкохол и хазарт.

## Актьорски състав

### Главни
- Патрик Фюджит – Кайл Барнс
- Филип Гленистър – Преподобни Андерсън
- Рен Шмидт – Меган Холтър
- Брент Спайнър – Сидни
- Дейвид Денман – Марк Холтър (сезон 1)
- Джулия Крокет – Сара Барнс
- Кейт Лин Шейл – Алисън Барнс
- Редж И. Кати – Байрън Джилс
- Маделейн Макгроу – Амбър Барнс[5]

### Второстепенни
- Гейбриъл Бейтман – Джошуа Остин
- Мелинда Макгроу – Патриша Макрейди
- Грейс Забриски – Милдред
- Си Джей Хоф – Арън
- Катрин Дент – Джанет Андерсън
- Лий Тергесен – Блейк Мороу
- Скот Портър – Дони Хамел

## „Изгнаник“ в България
В България премиерата на сериала е по локалната версия на Fox на 6 юни 2016 г. от 23:00 ч. Записът е осъществен в Андарта Студио. В дублажа участват Даниел Цочев, Станислав Димитров и Момчил Степанов, озвучаващ Кайл Барнс.